# Vladimir Dragičević
Vladimir Dragičević (in montenegrino Влaдимир Дрaгичевић; Cettigne, 30 maggio 1986) è un ex cestista montenegrino.

## Carriera
Con il Montenegro ha disputato i Campionati europei del 2011.

## Palmarès
- Campionato montenegrino: 3

Budućnost: 2007-08, 2008-09, 2009-10
- Coppa del Montenegro: 4

Budućnost: 2008, 2009, 2010, 2011
- Coppa di Polonia: 1

Zielona Góra: 2017